# Schönhagen (Eichsfeld)
Schönhagen is een gemeente in de Duitse deelstaat Thüringen, en maakt deel uit van de Landkreis Eichsfeld.
Schönhagen telt 153 inwoners.